# Филип Финч
Филип Финч (на английски: Phillip Francis Finch) е американски журналист, сценарист, фотограф и писател на публицистика и трилъри.

## Биография
Филип Финч е роден на 27 юли 1948 г. във Вашингтон, окръг Колумбия, и е шесто поколение вашингтонец.
Финч започва кариерата си на 19 години като спортен журналист за „The Washington Daily News“. Едно от незабравимите му интервюта е със световния шампион Мохамед Али, който му дава импровизиран боксов урок, който е описан за читателите. На 20 г. си купува първия фотоапарат и оттогава е страстен фотограф.
По-късно през 1970 г. се премества в „San Francisco Examiner“, където е до 1975 г., след което става водещ на рубрика на първа страница на вестник „Peninsula Times Tribune“ в Пало Алто.
Финч се увлича от екстремните спортове. Той е алпинист, участник в алпийски екип за търсене и спасяване, и е опитен пещерен водолаз.
Жени се за Робин Чапман, която е репортер и говорител в телевизия „WJLA“. Двамата имат син Даниел и дъщеря Анжела.
В последните си години Финч се премества в Емпория, Канзас и е живял със семейството си в историческата къща „Keebler Stone House“ в града. Той е бил преподавател и член на академичния състав на „Tallgrass Writing Workshop“ провеждана всяко лято в Университета на Емпория.
Филип Финч почива на 63 години на 31 януари 2012 г. от рак на дебелото черво в дома на сестра си в Гранд Джънкшън, Колорадо.

## Творчество
Първият му роман „Haulin“ е публикуван през 1975 г. Оттогава се свързва с литературната агенция на Уилям Морис и написва още 14 произведения. За трилърите си „Sugarland“ (1991) и „Диамантите на Рурк“ (1993) спечелва похвалите на критиката, а „Texas Dawn“ (1981) е включена в сборника на „Readers Digest“. Последният му роман „Devil’s Keep“ е публикуван през 2010 г.
В допълнение към журналистиката и романите Финч пише и документални книги. Във „Фатален недостатък“ (Fatal Flaw) той поставя под въпрос убеждението на Томи Циглер за тройното убийство в Winter Park, Флорида. В „Diving Into Darkness“ описва трагедията в пещерата „Бушменската дупка“ в Южна Африка, в която загива водолаза австралиеца Дейвид Шоу докато се опитва да извади тялото на друг загинал водолаз Деон Драер.
Филип Финч е уважаван журналист и автор на 11 романа и 4 документални книги. Романите му са преведени на над 15 езика.
Освен като журналист и писател Финч е автор на документални филми и холивудски сценарии, бил е редактор в издателска къща и консултант на председателя на Комисията по превенция на организираната престъпност.

## Произведения

### Романи
- Haulin (1975)
- Storm Front (1977)
- Birthright (1979)
- Texas Dawn (1981)
- The Reckoning (1984)
- In a Place Dark and Secret (1985)
- Trespass (1987)
- Sugarland (1991)
- Диамантите на Рурк, Paradise Junction (1993)
- Лице в лице, F2F (1995)
- Devil’s Keep (2010)

### Документални книги
- God- Guts- and Guns (1983)
- Fatal Flaw: A True Story of Malice and Murder in a Small Southern Town (1992)
- Raising the Dead: A True Story of Death and Survival (2008)
- Diving Into Darkness: A True Story of Death and Survival (2008)